# Onthophagus maya
Onthophagus maya é uma espécie de inseto do género Onthophagus, família Scarabaeidae, ordem Coleoptera.

## História
Foi descrita cientificamente por Zunino em 1981.